# Nesslau-Krummenau
Nesslau-Krummenau és un municipi del cantó de Sankt Gallen (Suïssa), situat al districte de Toggenburg.